# Belgrandiella styriaca
Belgrandiella styriaca е вид коремоного от семейство Hydrobiidae. Видът е критично застрашен от изчезване.

## Разпространение
Разпространен е в Австрия.